# Rado (azienda)
Rado è un'azienda di orologeria svizzera, la cui sede è a Lengnau, Svizzera. L'azienda fu fondata nel 1917. Famosa per la produzione di orologi di lusso di alta gamma e per la costante ricerca di materiali avveniristici e high tech, è presente in circa 5.000 punti vendita nel mondo e 70 boutique monomarca.

## Storia
L'azienda Rado fu fondata come fabbrica di orologi Schlup & Co. nel 1917 a Lengnau dai fratelli Fritz, Ernst e Werner Schlup. Il loro umile atelier, una parte riconvertita della casa dei genitori, fu la culla della compagnia che sarebbe poi diventata Rado nel 1937, fondando la Rado Watch Co. Ltd.; un altro marchio che utilizzavano i fratelli Schlup per i loro orologi era la Exacto, marchio utilizzato dall'inizio degli anni '40 al 1957. Dal 1958 circa, vengono prodotti orologi solo con il marchio Rado (in rari casi negli anni'60 gli si affianca il marchio Ticin).
Nel 1968, la società divenne parte di ASUAG. Il 1975 ha visto l'inaugurazione della nuova sede Rado a Lengnau. Nel 1983, ASUAG e SSIH si fusero per formare il Gruppo SMH a Bienne e nel 1998 diviene parte gruppo Swatch.
Rado ha ricevuto molti riconoscimenti, tra i quali the Red Dot Award, the iF Design Award, e the Good Design Award. Oggi l'azienda produce circa mezzo milione di orologi all'anno con uno staff di circa 470 persone. Rado è sponsor ufficiale e cronometrista di svariati eventi sportivi a livello mondiale, in special modo tennis. 

## Orologi più famosi

### DiaStar
Gli orologi Rado hanno sempre utilizzato materiali innovativi e tecniche all'avanguardia. DiaStar 1 del 1962 è uno dei modelli più popolari dell'azienda: è stato il primo orologio resistente ai graffi; l'orologio è fabbricato con il nome "originale" nella collezione D-Star. La collezione D-Star comprende anche la D-Star 200 e l'elegante D-Star.

### Captain Cook Mk1

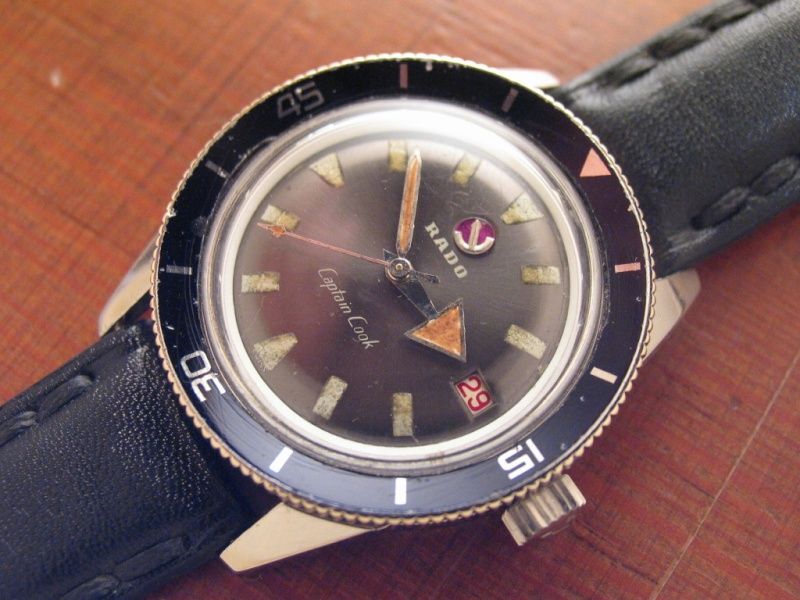
Rado Captain Cook MK1 1962

Sempre nel 1962 è stato lanciato e prodotto il Captain Cook MK1, un orologio subacqueo pionieristico per l'epoca, sia per qualità, robustezza che per profondità di impermeabilità, dichiarata dalla casa in ben 220 metri. Vista la tiratura molto limitata in soli 8.000 esemplari, è molto ricercato dai collezionisti di tutto il mondo. Nel 2017 è stato riproposto sul mercato il rilancio del modello, ispirandosi alla versione originale degli anni '60.

### Rado Ceramica
Nel 1990, l'azienda lanciò Rado Ceramica, che fu il primo orologio in cui sia la cassa che il cinturino erano fatti di ceramica resistente. Un processo di stampaggio ad iniezione ad alta tecnologia consente la produzione di una cassa in ceramica come unico pezzo. Nel 1995, Rado ha ricevuto il premio per l'innovazione dalla Technology Venter Switzerland per lo sviluppo del Rado Concept 1. Rado è stata la prima azienda ad utilizzare un processo di produzione e capace di creare un orologio in diamante policristallino e per questo è citato nel guinness dei primati come l'orologio più resistente al mondo.